# Lakhdar (rivière)
L’oued Lakhdar (arabe : الواد الأخضر ; berbère : Asif Lakhdar  ou ⴰⵙⵉⴼ ⵍⵅⴹⴻⵔ), est un cours d'eau marocain, sous-affluent de rive gauche de l'oued Oum Errabiâ, dont le sous-bassin se situe dans les provinces d'Azilal et d'El Kelaâ des Sraghna, situées dans la région Béni Mellal-Khénifra pour la première, et de Marrakech-Safi pour la deuxième. Il prend sa source dans le Haut Atlas et conflue avec l'Oued Tassaout non loin de Fraïta. Il existe ensuite un débat sur le nom donné à l'oued issu de cette confluence. On considère parfois qu'il porte le nom d'Oued Tassaout, parfois qu'il porte le nom d'Oued Lakhdar. 
Le principal affluent de l'Oued Lakhdar est l'Oued Bernat, qui conflue avec l'Oued Lakhdar au niveau du Barrage Hassan Ier. En extrême amont, l'Oued Lakhdar porte le nom d'Asif Bouguemez. Il irrigue alors la célèbre vallée d'Aït Bouguemez.